# 淳于瓊
淳于 瓊（じゅんう けい）は、中国の後漢末期の武将。字は仲簡。本貫は豫州潁川郡。
袁紹に仕え、官渡の戦いで輸送隊の護衛を担当したが、曹操の奇襲を受けて輜重を焼かれ、袁紹軍敗戦の要因となった。

## 生涯

### 官渡の戦いまで
中平5年（188年）8月、霊帝が西園八校尉を設置した時、その一員に任じられる。
興平2年（195年）までには袁紹の配下となる。この年、沮授が袁紹に献帝を迎え入れ、彼を奉戴するよう進言したが、淳于瓊と郭図がこれに反対したため、献帝の奉戴は見送られた。
建安4年（199年）、袁紹の幕下では曹操との決戦を勧める郭図・審配らと、これに反対する沮授・田豊らの間で意見が対立する。郭図らはまた、沮授が軍権を独占していることを指摘し、主君の権限を犯しかねないと讒言した。袁紹は郭図らの意見を採用し、沮授が就いていた監軍の権限を三都督に分割し、沮授・郭図と淳于瓊がその任に就いた。

### 官渡の戦いと最期
建安5年（200年）2月、袁紹の命で郭図・顔良と共に、曹操の支配地域である白馬県を包囲する。しかし袁紹の本隊が陽動に釣られている間に、曹操の救援軍による強襲を受け、顔良が関羽に斬られたため、白馬の包囲は解かれた（白馬の戦い）。
同年10月、淳于瓊は一万余の兵を与えられ、穀物輸送の任に就き、袁紹の本隊から離れて烏巣の地に駐留した。この時、沮授が「別軍として蔣奇を派遣し、曹操の略奪を断つべき」と進言したが、袁紹は従わなかった。一方で袁紹配下の許攸は曹操に帰順。袁紹軍の輜重が故市・烏巣にあること、防備が不十分であることを密告し、これを奇襲するよう進言する。曹操はその進言を容れ、曹洪に留守を守らせると、自ら五千の兵を率いて烏巣の夜襲に向かう。曹操と淳于瓊の交戦を知ると、袁紹の側でも救援を派遣したが、曹操は士卒を奮い立たせ、後方に敵軍が迫っても構うことなく淳于瓊に攻撃を集中。ついにこれを撃ち破り、食糧・財宝を焼き払い、淳于瓊以下、督将の眭元進、騎督の韓莒子・呂威璜・趙叡らを殺害した。
同時に張郃・高覧の降伏もあり、袁紹の本隊も敗走し、官渡の戦いは曹操の大勝に終わる。その後、曹操は朝廷に戦果を報告したがその上言には、「袁紹の大将淳于瓊ら八人の首を斬った」とあり、淳于瓊は戦死した将の中で唯一名を挙げられている。

## 三国志演義
羅貫中の小説『三国志演義』ではまず、第3回でその名が見える。何進暗殺の後、閔貢によって保護された少帝と陳留王（後の献帝）を、王允らと共に出迎えた。
その後、官渡の戦いにおいて、袁紹配下の将として再登場。食糧貯蔵の拠点である烏巣の警備を任される。勇猛な性格で、多くの兵士に恐れられていた。しかし、酒好きでもあったため、諸将と共に飲酒に明け暮れていた。曹操の襲撃を受けた際も酔い潰れて寝ていたため、呆気なく捕虜となる。曹操は見せしめのため、淳于瓊の耳・鼻・手指を斬り落とし、袁紹の下に送り返した。こうして淳于瓊は帰還したが、敗残兵の一人が「淳于瓊が泥酔して眠っていたため、敵に抵抗できなかった」と報告したため、袁紹は怒り、淳于瓊を斬刑に処した。